# Frank Eggeling
Frank Eggeling (* 27. Juli 1963) ist ein ehemaliger deutscher Fußballspieler.

## Karriere
Frank Eggeling begann seine Vereinslaufbahn bei der SV Langendreer 04. Später wechselte er zum VfL Bochum, bei dem er am 11. September 1981 in der Bundesliga debütierte. Nach vier weiteren Einsätzen 1981/82 wechselte er zur Folgesaison zu Eintracht Braunschweig, wo er 1982/83 wieder zu fünf Einsätzen kam und nach Saisonende an den Zweitligisten Rot-Weiss Essen verliehen wurde. Bei RWE bekam er mehr Einsatzzeiten (22 Spiele), wenngleich er meistens eingewechselt wurde. Nach dem Abstieg der Essener verließ er den Verein und wechselte zu Union Solingen. Hier schoss er seine ersten Tore im Profigeschäft; bis zum Saisonende waren es neun Treffer in 27 Spielen für den Zweitligisten.
Auch bei den Rheinländern blieb er nur ein Jahr und ging 1985 in die Schweiz zum FC Grenchen in die Nationalliga B. Im zweiten Jahr beim FCG erzielte er 16 Tore. 1987 wechselte er in die Nationalliga A zum FC Basel. und 1988 zum FC Emmenbrücke (NLB). Später spielte er noch bei der AC Bellinzona.

### Statistik
| Liga          | Spiele (Tore) |
| ------------- | ------------- |
| Bundesliga    | 10 (0)        |
| 2. Bundesliga | 49 (9)        |
| Wettbewerb    |               |
| DFB-Pokal     | 07 (1)        |